# Aangebrande spanner
De aangebrande spanner (Ligdia adustata) is een nachtvlinder uit de familie Geometridae, de spanners. De kleur van deze vlinder is wit met zwarte accenten. Hij heeft een spanwijdte van 25 tot 30 millimeter en leeft voornamelijk op zandgronden. Het is binnen Europa en het Nabije Oosten een veel voorkomende soort. De soort overwintert als pop.

## Waardplant
De waardplant van de aangebrande spanner is wilde kardinaalsmuts.

## Voorkomen in Nederland en België
In Nederland is de aangebrande spanner een vrij algemene soort, in België is de soort niet zo algemeen. De vlinder kan over het hele gebied worden waargenomen, met uitzondering van de Waddeneilanden. De vlinder kent twee generaties die vliegen van april tot en met augustus.

## Media

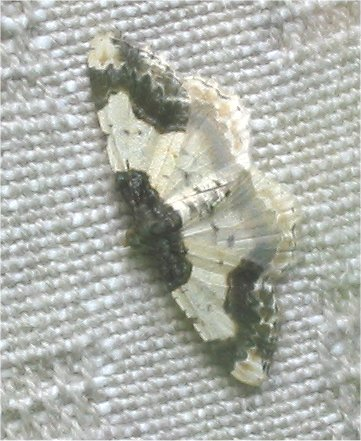
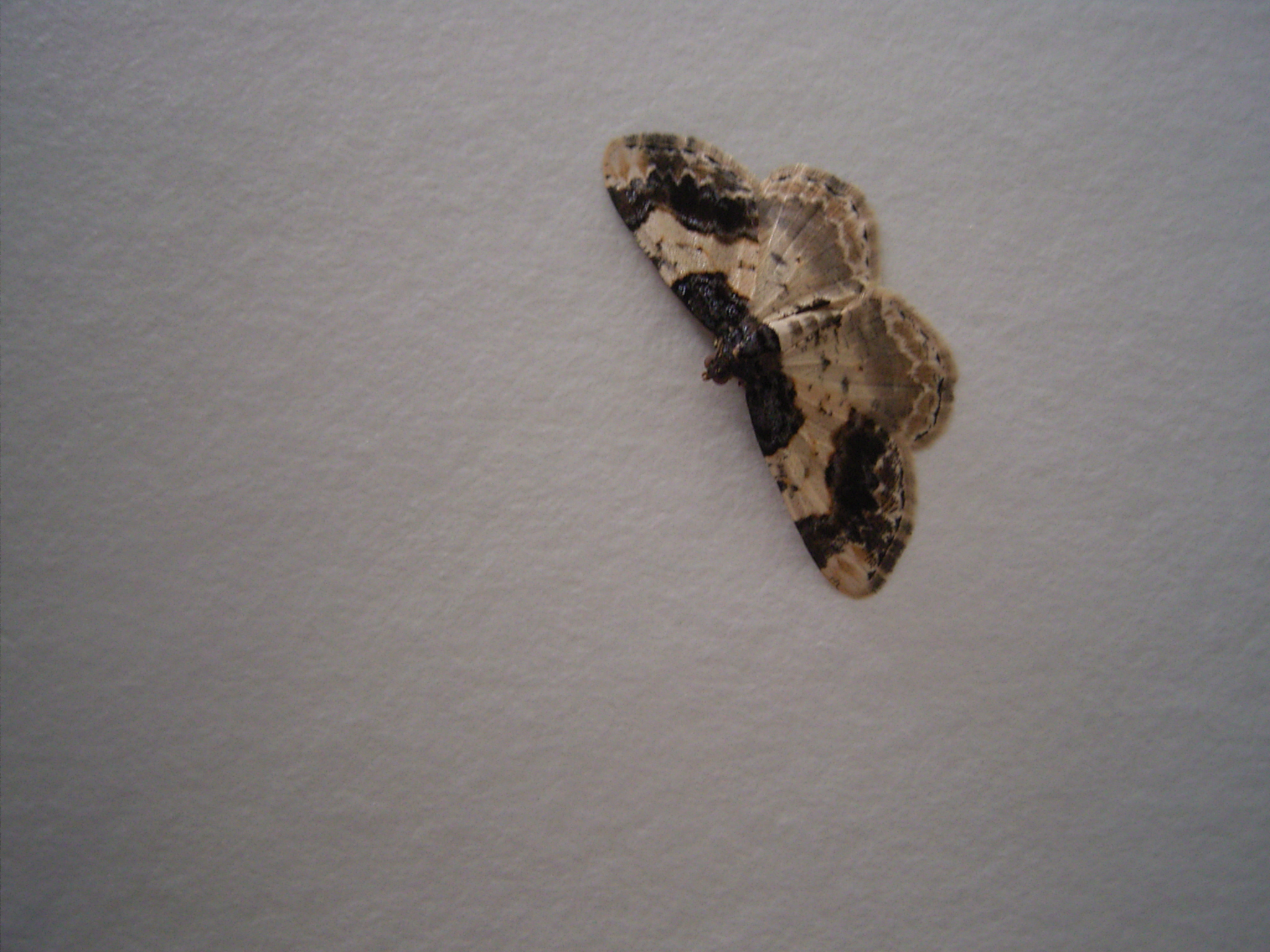